# Dokudów Drugi
Dokudów Drugi – wieś w Polsce, położona w województwie lubelskim, w powiecie bialskim, w gminie Biała Podlaska.
| SIMC    | Nazwa        | Rodzaj    |
| ------- | ------------ | --------- |
| 1019800 | Dębiny       | część wsi |
| 1019912 | Kąty         | część wsi |
| 1019964 | Klepaczowo   | część wsi |
| 1021458 | Wielkie Pole | część wsi |
| 1021470 | Za Ługiem    | część wsi |
| 1021501 | Zakrzyże     | część wsi |
| 1021518 | Zarośle      | część wsi |

W latach 1975–1998 miejscowość administracyjnie należała do województwa bialskopodlaskiego.
Wieś jest sołectwem w gminie Biała Podlaska. Według Narodowego Spisu Powszechnego z roku 2011 wieś liczyła 298 mieszkańców.